# Paradoja de Bell

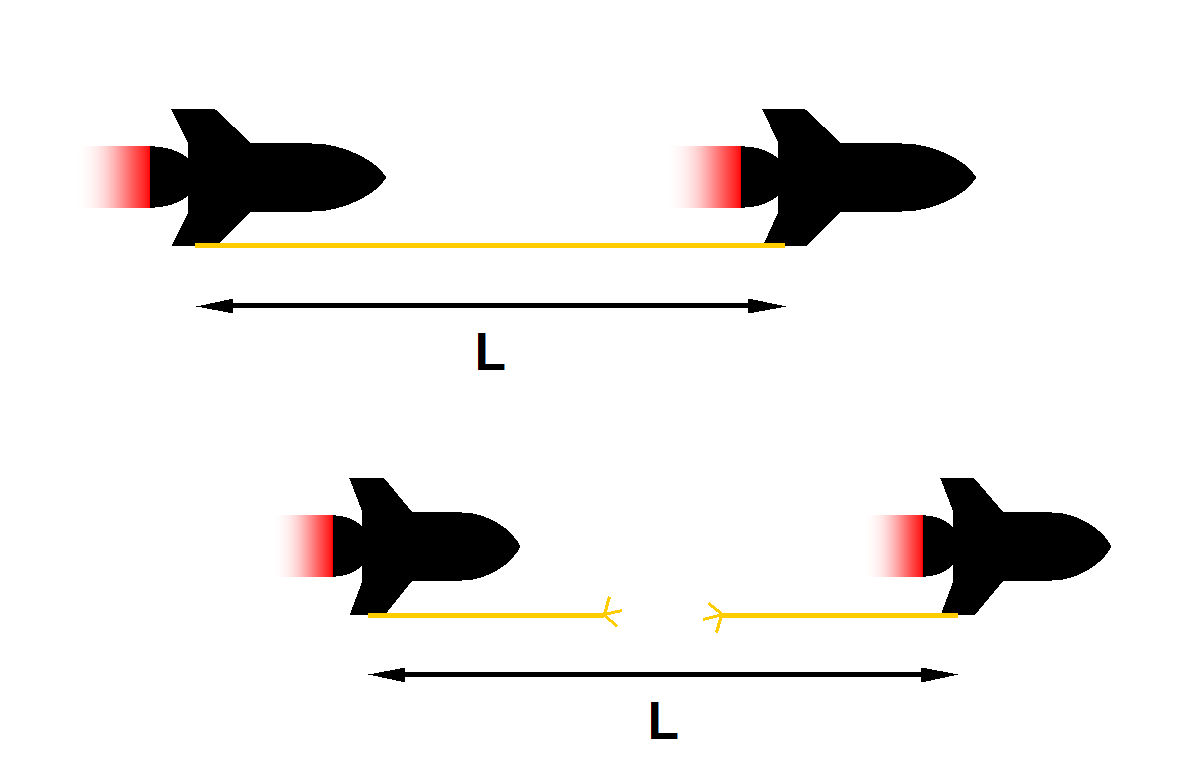
Paradoja espacial de Bell

La paradoja de Bell es un problema clásico de relatividad especial, que fue planteado originalmente en el bar del CERN y que John Stewart Bell describe en el artículo Cómo enseñar la relatividad especial. 
El planteamiento simple del problema es el siguiente: Supongamos la existencia de tres pequeñas naves, a las que llamaremos A, B, y C, que se desplazan libremente por una región del espacio alejada de la influencia de cualquier otra materia, sin ningún tipo de rotación y sin ningún movimiento relativo, con A equidistante a B y C. Tras la recepción de una señal de A, los motores de B y C aceleran con suavidad. Si las naves son idénticas y tienen los mismos programas de aceleración, entonces el observador en A advertirá que las naves B y C tendrán la misma velocidad en todo momento y que la distancia entre ellas permanecerá constante. Suponiendo que hay un hilo frágil atado a salientes de B y C, cuya longitud es apenas la necesaria para cubrir la distancia L requerida. 
¿Se romperá el hilo en algún momento? Según Bell sí. La manera obvia de responder es pensar en que el hilo estará sometido a la contracción de Lorentz y por tanto, no será capaz de cubrir la distancia necesaria, con el tiempo y el aumento de velocidad. Pero la respuesta no deja claro quién ve la contracción, es decir, qué sistema inercial se debe tener en cuenta. La existencia de aceleración pone difícil la elección.